# Albanus (Hüttlingen)
Albanus, auch Albanuskling oder Albanusklinge, ist ein Teilort von Hüttlingen im Ostalbkreis in Baden-Württemberg.

## Beschreibung
Der Weiler liegt etwa 1,5 Kilometer südsüdwestlich von Hüttlingen. Der Ort liegt fast direkt an der Bundesstraße 29.

## Geschichte
Der sehr kleine, nur aus zwei Hausnummern bestehende Ort entstand Anfang des 18. Jahrhunderts, wohl als Wasenmeisterei. 
Benannt ist der Ort nach der Albanusklinge, einem kleinen Bach, der in den Kocher mündet. Unweit des Ortes befinden sich an dem Bach drei Fischteiche.